# Amt Peitz
La comunità amministrativa di Peitz (Amt Peitz) si trova nel circondario della Sprea-Neiße nel Brandeburgo, in Germania.

## Società

### Evoluzione demografica
- Sviluppo della popolazione dal 1875 entro gli attuali confini (Linea Blu: Popolazione; Linea puntata: Confronto dello sviluppo della popolazione dello stato del Brandenburgo; Sfondo grigio: Ai tempi del governo nazista; Sfondo rosso: Al tempo del governo comunista)
- Sviluppo recente della popolazione (Linea blu) e previsioni

| Anno | Abitanti |
| ---- | -------- |
| 1875 | 10 966   |
| 1890 | 12 437   |
| 1910 | 13 150   |
| 1925 | 11 846   |
| 1939 | 12 265   |
| 1950 | 15 334   |
| 1964 | 13 929   |

| Anno | Abitanti |
| ---- | -------- |
| 1971 | 13 577   |
| 1981 | 14 986   |
| 1985 | 14 328   |
| 1990 | 13 994   |
| 1995 | 14 643   |
| 2000 | 13 952   |
| 2005 | 12 577   |

| Anno | Abitanti |
| ---- | -------- |
| 2010 | 11 527   |
| 2015 | 10 961   |
| 2016 | 10 873   |
| 2017 | 10 750   |
| 2018 | 10 739   |
| 2019 | 10 682   |
| 2020 | 10 678   |

Fonti dei dati sono nel dettaglio nelle Wikimedia Commons..

## Suddivisione
Comprende 6 comuni:
- Peitz (città)
- Drachhausen
- Drehnow
- Heinersbrück
- Jänschwalde
- Tauer
- Teichland
- Turnow-Preilack

Capoluogo e centro maggiore è Peitz.